# کوزو شودا
کوزو شودا (انگلیسی: Kozo Shoda؛ زادهٔ ۲ ژانویهٔ ۱۹۶۲) بازیکن بیس‌بال اهل ژاپن بود.
وی در مسابقات کشوری و بین‌المللی در مجموع برندهٔ ۱ مدال طلا شده‌است.